# Nawaf Al-Humaidan
Nawaf Abdullah Al-Humaidan (8 de março de 1981) é um futebolista profissional kuwaitiano que atua como meia.

## Carreira
Nawaf Al-Humaidan representou a Seleção Kuwaitiana de Futebol, nas Olimpíadas de 2000. 